# Hermannia polystriata
Hermannia polystriata är en kvalsterart som beskrevs av Woas 1978. Hermannia polystriata ingår i släktet Hermannia och familjen Hermanniidae. Inga underarter finns listade i Catalogue of Life.